# Mikhaïl Demianov
Mikhaïl Alexandrovitch Demianov (Михаил Александрович Демьянов), né le 7 décembre 1873 dans le village d'Anti (gouvernement de Perm) et mort le 23 juin 1913 à Nodenthal dans le grand-duché de Finlande, est un peintre russe, paysagiste, portraitiste et dessinateur.

## Biographie
Mikhaïl Demianov naît dans l'Oural. Il étudie de 1892 à 1903 à l'École de peinture, de sculpture et d'architecture de Moscou, notamment dans la classe de Levitan. Il reçoit une petite médaille d'argent en 1899.
De 1903 à 1910, il poursuit son apprentissage auprès de l'école supérieure de l'académie impériale des beaux-arts de Saint-Pétersbourg, dans la classe d'Alexandre Kisseliov (1838-1911). Il est élevé en 1910 au rang d'artiste pour son tableau Vieilles années et reçoit la même année le prix des frères Endogourov, en tant que paysagiste éminent. Il est gratifié également deux fois du prix Kouïndji: en 1908 pour Dernière neige et en 1913 pour Le Souffle du printemps; ainsi que le prix de l'académie pour Rome en 1912.
Il est pensionnaire de l'académie de 1910 à 1912, recevant donc une bourse pour voyager à l'étranger, notamment à Rome, Venise, Paris et Amsterdam, où il peint nombre de toiles. De retour en Russie, il s'installe à Saint-Pétersbourg où il se fait connaître comme paysagiste en s'inspirant du pinceau des impressionnistes. Demianov est également l'auteur de portraits et de caricatures des personnages du Revizor de Gogol (1906), de portraits à charge du directeur du théâtre de farces, V.A. Kazanski et de son acteur principal, A.S. Polonski. Il dessine également des illustrations pour les journaux pétersbourgeois Les Éclairs (1906) et Signal (1906).
Demianov participe à partir de 1896 à de nombreuses expositions, notamment à la dix-neuvième de son école de Moscou; à la Société des artistes de Moscou (1897 et 1902); aux expositions de l'académie impériale entre 1908 et 1913; aux Artistes indépendants de Paris en 1911 et 1912; et à l'exposition internationale de Munich en 1911. Une exposition posthume est organisée en son honneur à Petrograd en 1914. 
Il meurt prématurément à l'âge de trente-neuf ans.
Ses œuvres sont visibles dans plusieurs musées de Saint-Pétersbourg, en particulier au Musée Russe, et dans plusieurs musées de province, ainsi que dans des collections privées.

## Illustrations

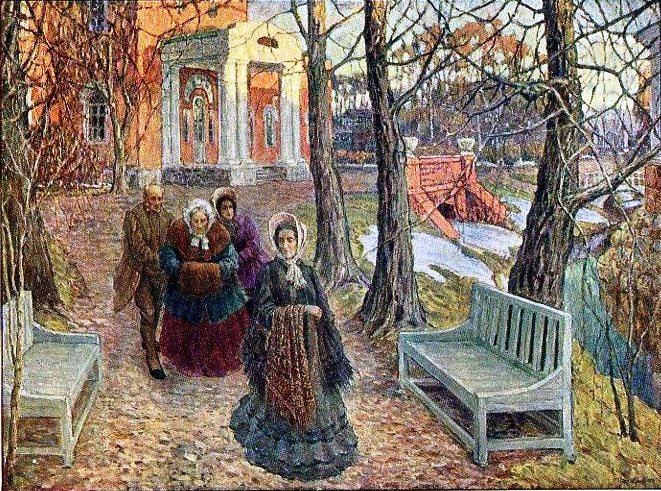
Vieilles années (1910)
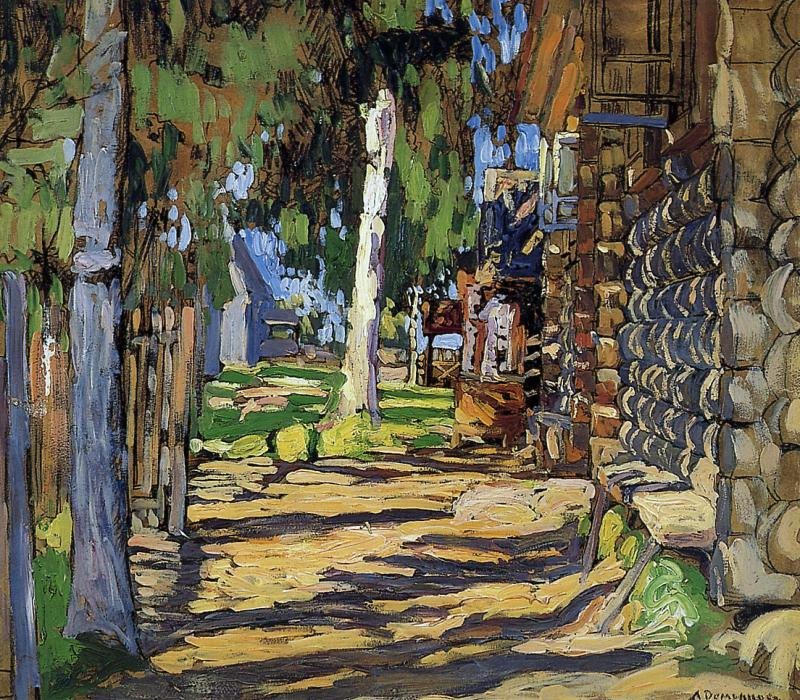
Ruelle de village illuminée par le soleil
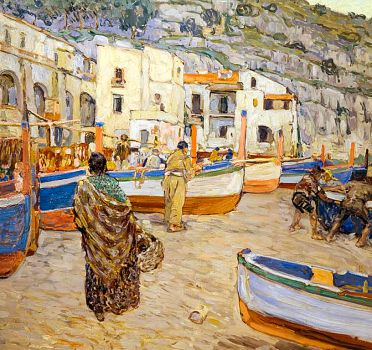
Bord de mer en Italie (1911)
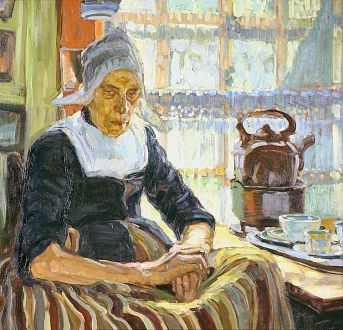
Femme flamande (1913)